# Pipariya
Pipariya é uma vila no distrito de Jabalpur, no estado indiano de Madhya Pradesh.

## Demografia
Segundo o censo de 2001,  Pipariya  tinha uma população de 4483 habitantes. Os indivíduos do sexo masculino constituem 52% da população e os do sexo feminino 48%. Pipariya tem uma taxa de literacia de 68%, superior à média nacional de 59.5%: a literacia no sexo masculino é de 77% e no sexo feminino é de 59%. Em Pipariya, 13% da população está abaixo dos 6 anos de idade.